# 椿東村
椿東村（ちんとうそん）は、山口県阿武郡にあった村。現在の萩市椿東にあたる。本項では発足時の名称である椿郷東分村（つばきごうひがしぶんそん）についても述べる。

## 地理
- 海洋：日本海
- 山岳：田床山、唐人山、鴻ヶ岳、笠山
- 河川：阿武川、松本川

## 歴史
- 1889年（明治22年）4月1日 - 町村制の施行により、近世以来の椿郷東分村が単独で自治体を形成。
- 1921年（大正10年）5月17日 - 椿郷東分村が改称して椿東村となる。
- 1923年（大正12年）4月1日 - 萩町・椿村・山田村と合併し、改めて萩町が発足。同日椿東村廃止。

## 交通

### 鉄道路線
現在は旧村域に山陰本線の越ケ浜駅・東萩駅が所在するが、当時は未開業。